# Cantó de Bletterans
El cantó de Bletterans és un cantó francès del departament del Jura, situat al districte de Lons-le-Saunier. Té 13 municipis i el cap és Bletterans.

## Municipis
- Arlay
- Bletterans
- Chapelle-Voland
- Cosges
- Desnes
- Fontainebrux
- Larnaud
- Nance
- Quintigny
- Relans
- Les Repôts
- Ruffey-sur-Seille
- Villevieux

## Història
| Data d'elecció                           | Identitat      | Partit               | Qualitat |
| ---------------------------------------- | -------------- | -------------------- | -------- |
| 1945-1964                                | M. Thibert     | radical, després RGR |          |
| 1964-1982                                | M. Ducret      | CDP, després UDF     |          |
| 1982-1994                                | Jean Perraudin | UDF                  |          |
| 1994-                                    | Jean Raquin    | Divers droite        |          |
| les dades anteriors no són pas conegudes |                |                      |          |
|                                          |                |                      |          |